# Luis de Velasco (pintor)

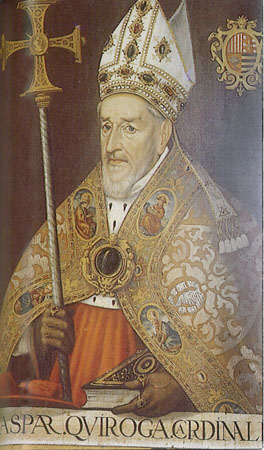
Retrato del cardenal Quiroga por Luis de Velasco, 1595, Sala Capitular de la catedral de Toledo.

Luis de Velasco (c. 1530-1606) fue un pintor activo en Toledo, donde ostentó el cargo de primer pintor de su catedral. 

## Biografía y obra
Nacido probablemente en Toledo hacia 1530, se le documenta como «pintor de imaginería» en abril de 1555, junto con los dos más importantes escultores toledanos del momento, Nicolás de Vergara el Viejo y Juan Bautista Vázquez el Viejo, firmando un documento por el que de común acuerdo nombraban fiadores para contratar el retablo de Santa María de Huéscar, actualmente en la provincia de Granada pero perteneciente en su momento al arzobispado de Toledo. Otras noticias de ese año y de los inmediatamente posteriores prueban una estrecha asociación con Vergara, con quien se concertó para la contratación de diversos retablos en las parroquias del extenso arzobispado, entre ellos los de la de Villar del Pedroso en la actual provincia de Cáceres, o Pinto en la actual provincia de Madrid. En 1556 cobró la pintura del retablo del colegio de Infantes de Toledo, obra de Vergara, y contrató las pinturas del retablo mayor de la parroquial de Fuentelencina, completado por el pintor de seguntino Diego de Madrid, que en abril de 1557 se comprometió a ejecutar de su mano seis pinturas según las condiciones y trazas dadas por Velasco.
Una relación también estrecha será la que mantenga con el pintor Hernando de Ávila, su cuñado, con quien firmó escritura de compañía en 1560, encargándose entre otros cometidos del retablo de El Casar de Escalona conservado in situ. Otro contrato de asociación firmó en 1568 con el escultor Diego Velasco, con quien aparece colaborando también en actividades financieras, y en 1581, por cuenta del arzobispo de Toledo, intervino en el pleito por la excomunión del pintor amberino Isaac de Helle, iniciando una relación de amistad y colaboración que se alargó algunos años. 
De 1571 son los primeros trabajos documentados para la catedral de Toledo: un cuadro de Cristo con la cruz a cuestas y otro de la Crucifixión pintados para las capillas de Santiago y de San Ildefonso por los que cobró 20.400 maravedís en agosto. Su nombramiento como pintor de la catedral, sin embargo, se demoró diez años, encargándosele inmediatamente la renovación del tríptico de Nuestra Señora de Gracia en el claustro, el más interesante estilísticamente de sus trabajos conservados, con sus figuras monumentales y sus recuerdos de los frescos de Rafael y la pintura escurialense en las parejas de santos de las puertas. El mismo año 1581 comenzó a pintar el cuadro de la Anunciación, aún subsistente, sobre la puerta que da a la capilla de San Pedro también en el claustro y, con otros trabajos menores, se ocupó de la iluminación de algunos libros catedralicios. De sus obras para la catedral se conservan también, actualmente en la sacristía, los cuadros de San Antonio Abad y de la Presentación que pintó en 1587 para los retablos colaterales de la capilla de San Blas.
Al servicio de la catedral intervino en decoraciones festivas y escenografías teatrales: así consta que entre 1586 y 1587 pintó con Blas de Prado el gran arco con el que el cabildo catedralicio recibió las reliquias de Santa Leocadia, de blanco y negro, con las basas y capiteles fingiendo bronce y dos grandes cuadros de historia en grisalla, y en 1603 todavía pintó una Gula con una túnica «con muchos géneros de caza, pasteles, empanadas, frutas, ensaladas y otras cosas» Además, para el cabildo pintó en 1595 el retrato del cardenal Quiroga y en 1599 el de García Loaysa para el episcopologio de la Sala Capitular.
Sus trabajos en la catedral no le impidieron continuar realizando una labor intensa fuera de ella continuando con la contratación de numerosos retablos, para lo que suscribirá nuevos acuerdos de asociación con otros artistas, como el escultor Alonso de la Plaza, con quien contrató en 1589 el retablo lateral del apóstol Santiago en la parroquial de Porquerizas, o su propio hijo Cristóbal de Velasco con quien se encargó de las pinturas, el dorado y el estofado del retablo mayor de Sonseca, obra del escultor Pedro Martínez de Castañeda, en el que cabe advertir cierta influencia de El Greco, de quien en 1586 había tasado el Entierro del conde de Orgaz. Todavía en 1603, de edad avanzada, trabajaba en los retablos de Alcaudete de la Jara, Añover de Tajo y Marchamalo, y recibió en su casa a un aprendiz.
De las numerosas obras documentadas, además de las ya citadas, se conservan los retablos de Auñón en la provincia de Guadalajara, en cuya hechura intervino la mano de otro pintor no identificado, el de la iglesia de los Cerralbos en Toledo, actualmente en el Museo de Santa Cruz, y el de Arcicóllar, en muy mal estado de conservación. Aunque es obra controvertida, pudo participar con Hernando de Ávila, Diego de Urbina y Alonso Sánchez Coello, en la pintura del retablo mayor de la iglesia parroquial de Colmenar Viejo, donde le correspondería la tabla de la Visitación.
En su estilo inicial son manifiestas las influencias de Juan Correa de Vivar y de Francisco de Comontes, a las que se suman las de la pintura escurialense y aún la influencia de El Greco, que «mezcla, sin pudor, con las de Correa, en un Tránsito de la Virgen que se halla en Museo de Santa Cruz de Toledo».